# Telus
Telus (TSX: T, T.A; NYSE: TU) là một công ty viễn thông quốc gia ở Canada cung cấp diện rộng các sản phẩm truyền thông và dịch vụ bao gồm dữ liệu, giao thức Internet (IP), thoại, giải trí, và video. Telus có trụ sở ở Burnaby, British Columbia. Telus sử dụng hệ thống mạng CDMA 2000, IDEN, và mạng di động dựa trên HSPA+.
Telus là một thành viên của Hiệp hội Công nghệ Công nghiệp British Columbia.